# Куйтун (Забайкальский край)
Куйту́н (бур. Хүйтэн) — посёлок в Краснокаменском районе Забайкальского края России. Входит в состав сельского поселения «Юбилейнинское».

## Этимология
Название посёлка происходит от бур. хүйтэн — холодный.

## География
Посёлок находится у границы с Приаргунским районом, на расстоянии 64 км к северо-востоку от города Краснокаменск, административного центра района.

## История
В 1966 году Указом Президиума Верховного Совета РСФСР посёлок фермы № 3 совхоза имени Погадаева переименован в Куйтун. В 1981 году организован совхоз «Куйтунский» овцеводческого направления.

## Население
| 2002 | 2003 | 2010 | 2021 |
| ---- | ---- | ---- | ---- |
| 340  | →340 | ↘313 | ↘284 |

## Экономика
С 1999 года в селе функционирует ООО «Сибирь», которое занимается выращиванием зерновых и зернобобовых культур.

## Инфраструктура
В селе действуют средняя школа, клуб, фельдшерско-акушерский пункт.

## Топографические карты
- Лист карты M-50-XVII Краснокаменск. Масштаб: 1 : 200 000. Состояние местности на 1982 год. Издание 1985 г.